# Al Gore
Albert Arnold Gore Jr., mais conhecido como Al Gore; (Washington, 31 de março de 1948) é um político, empresário e ambientalista americano que atuou como o 45.º Vice-presidente dos Estados Unidos de 1993 a 2001, durante a presidência de Bill Clinton. Gore foi o candidato democrata na eleição presidencial de 2000, perdendo para George W Bush em uma disputa muito acirrada após uma recontagem na Flórida.

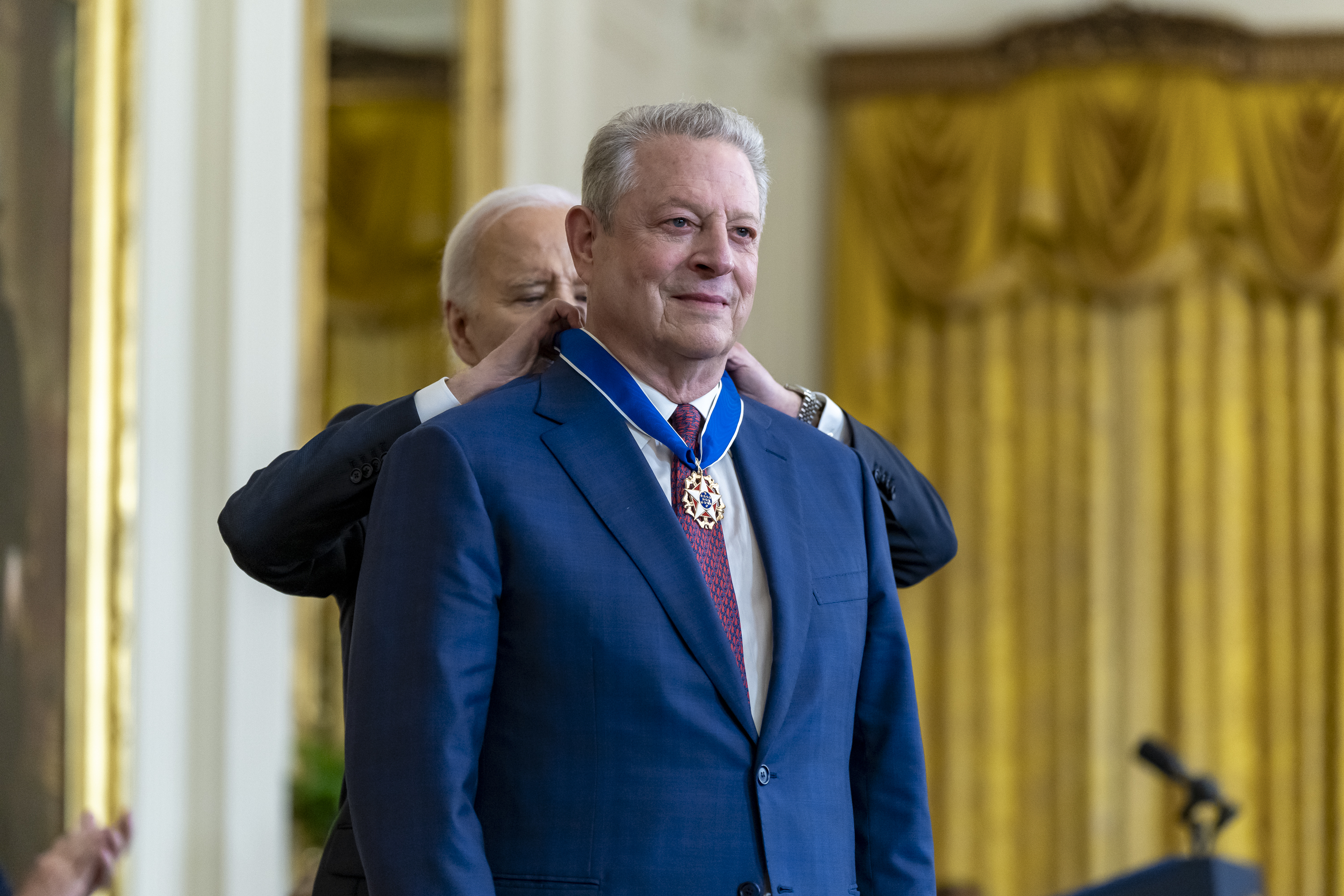
Al Gore recebendo a Medalha Presidencial da Liberdade do presidente dos Estados Unidos, Joe Biden, em 2024.

## Biografia
Filho do senador Albert Gore Sr..
Completou sua educação primária e secundária na St. Albans School em Washington, antes de frequentar a Harvard University, onde estudou em governança e compartilhou seu quarto por quatro anos com ator e diretor Tommy Lee Jones. Ele obteve um Bachelor of Arts em junho de 1969. Embora se opusesse à Guerra do Vietnã, se alistou no exército em 7 de agosto de 1969 para participar dela. Foi enviado ao Vietnã em 1971, após treinamento como jornalista militar.
Após seu retorno, tornou-se repórter do jornal The Tennessean e ao mesmo tempo estudou teologia na Vanderbilt University Divinity School para obter respostas às suas questões espirituais sobre as injustiças sociais. Em 1974, deixou o trabalho no The Tennessean para estudar na Faculdade de Direito da Universidade Vanderbilt. No entanto, ele não concluiu seus estudos de direito e decidiu, em 1976, concorrer a uma vaga na Câmara dos Representantes dos Estados Unidos.

### Carreira
Começou sua carreira política em 1976, concorrendo à Câmara dos Representantes, no Quarto Distrito de Tennessee.
Em 1984, candidatou-se a senador e foi eleito.
Foi escolhido como companheiro de chapa pelo candidato democrata Bill Clinton em 9 de julho de 1992 para as eleições presidenciais que ocorreriam no mesmo ano. Foi eleito 45º vice-presidente dos Estados Unidos em 3 de novembro de 1992 e reeleito em novembro de 1996.
Em 2000, concorreu à presidência dos Estados Unidos e perdeu, em uma eleição marcada por contagem polêmica dos votos na Flórida, para George W. Bush, apesar de ter tido mais votos populares, já que Bush obteve mais delegados no colégio eleitoral.
Em 2006, lançou An Inconvenient Truth (Uma Verdade Inconveniente), documentário sobre mudanças climáticas, mais especificamente sobre o aquecimento global, o qual se sagrou vencedor do Oscar de melhor documentário em 2007.
Al Gore é um ativista ambiental, tendo escrito três livros, A Terra em Balanço: Ecologia e o Espírito Humano (Augustus, 1993, 452 páginas), Uma verdade inconveniente (Manole, 2006, 328 páginas) e "O Ataque à Razão" (Best-Seller do New York Times) (2007, 327 páginas). Atualmente mora em Nashville, Tennessee.
Em fevereiro de 2007, Al Gore e o presidente da empresa Virgin, Richard Branson, lançaram uma competição que dará 25 milhões de dólares (cerca de 18 milhões de euros ou R$ 97,5 milhões) para o cientista que apresentar a melhor proposta para 'limpar o ar' do planeta, ou seja, diminuir as quantidades de dióxido de carbono na atmosfera.

## Vida pessoal
Antes de iniciar sua carreira política, frequentou a Igreja Batista Missionária New Salem em Elmwood, Tennessee. Em 1977, quando se mudou para Arlington, Virgínia, frequentou a Igreja Batista Mount Vernon. Ele e sua esposa foram batizados em 1980 e tornaram-se membros da igreja. Em 2004, anunciou que havia deixado a Convenção Batista do Sul, mas permaneceu um batista. Em 2007, recebeu o prêmio "Batista do Ano" do Ethics Daily por seu ativismo ambiental. Foi o orador principal na convenção Nova Aliança Batista de 2008.

## Nobel da Paz

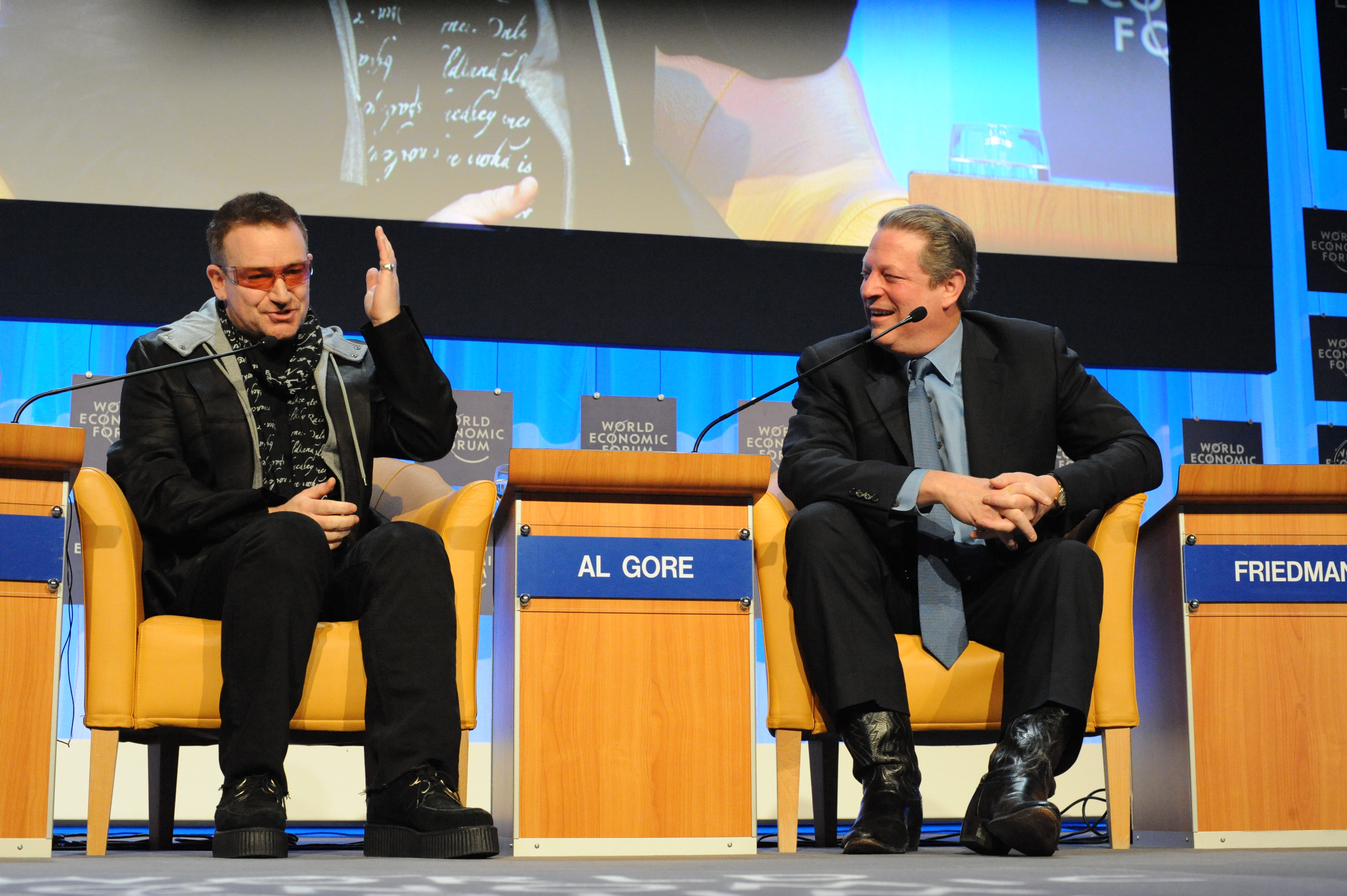
Com Bono, no Fórum Econômico Mundial, em Davos, 2008.

Al Gore recebeu o Nobel da Paz em 2007, junto com o Painel Intergovernamental sobre Mudanças Climáticas da ONU, "pelos seus esforços na construção e disseminação de maior conhecimento sobre as alterações climáticas induzidas pelo homem e por lançar as bases necessárias para inverter tais alterações". Recebeu ainda o Prémio Princesa das Astúrias de 2007, galardão concedido pela Fundación Princesa de Astúrias, na cidade de Oviedo (Espanha). 

## Publicações selecionadas

### Livros
- The Future: Six Drivers of Global Change. [S.l.]: Random House. 2013. ISBN 978-0-8129-9294-6
- Our Choice. [S.l.]: Rodale Books. 2009. ISBN 978-1-59486-734-7
- Know Climate Change and 101 Q and A on Climate Change, 'Save Planet Earth Series', 2008 (livros infantis)
- Our Purpose: The Nobel Peace Prize Lecture 2007. [S.l.]: Rodale Books. 2008. ISBN 978-1-60529-990-7
- The Assault on Reason. [S.l.]: New York: Penguin. 2007. ISBN 978-1-59420-122-6
- An Inconvenient Truth: The Planetary Emergency of Global Warming and What We Can Do About It. [S.l.]: New York: Rodale Books. 2006. ISBN 978-1-59486-567-1
- Joined at the Heart: The Transformation of the American Family - (com Tipper Gore). New York: Owl Henry Holt. 2002. ISBN 978-0-8050-7450-5
- The Spirit of Family (with Tipper Gore). New York: H. Holt. 2002. ISBN 978-0-8050-6894-8
- From Red Tape to Results: Creating a Government That Works Better and Costs Less. Amsterdam: Fredonia Books. 2001. ISBN 978-1-58963-571-5
- Gore, Al (1998). Common Sense Government: Works Better & Costs Less: National Performance Review (3rd Report). [S.l.]: DIANE. ISBN 978-0-7881-3908-6
- Gore, Albert (1997). Businesslike Government: lessons learned from America's best companies (com Scott Adams). [S.l.]: DIANE. ISBN 978-0-7881-7053-9
- Earth in the Balance: Forging a New Common Purpose. [S.l.]: Earthscan. 1992. ISBN 978-0-618-05664-4
- Putting People First: How We Can All Change America. (com William J. Clinton). Nova York: Times Books, 1992.

### Artigos
- "Toward Sustainable Capitalism: Long-term incentives are the antidote to the short-term greed that caused our current economic woes Arquivado em julho 20, 2017, no Wayback Machine. The Wall Street Journal, Jun. 24, 2010. (com David Blood)
- "We Can't Wish Away Climate Change Arquivado em fevereiro 9, 2017, no Wayback Machine." The New York Times, Fev. 27, 2010.
- "The Climate for Change Arquivado em março 29, 2017, no Wayback Machine." The New York Times, Nov. 9, 2008.
- Vice President Al Gore's introduction to Earthwatch: 24 Hours In Cyberspace. Fev. 8, 1996. 24 Hours in Cyberspace
- "Foreword by Vice President Al Gore Arquivado em junho 16, 2007, no Wayback Machine." In The Internet Companion: A Beginner's Guide to Global Networking (2nd edition) Arquivado em agosto 7, 2011, no Wayback Machine por Tracy LaQuey, 1994.
- "Introduction. In Silent Spring de Rachel Carson. 1994. Nova York: Houghton-Mifflin.
- The Climate Change Action Plan. Washington, D.C.: The White House, Out. 1993 (com William J. Clinton).
- "Infrastructure for the global village: computers, networks and public policy." Scientific American Special Issue on Communications, Computers, and Networks, Set. 1991. 265(3): 150–153.